# Wallace Erskine
Wallace Erskine, nato James Wallace Erskine (Cheshire, 1862 – Massapequa, 6 gennaio 1943), è stato un attore inglese.
Attore essenzialmente teatrale, lavorò saltuariamente anche per il cinema.

## Biografia
Nato nella contea di Cheshire, Erskine entrò a far parte della compagnia teatrale dell'Old Vic. Lavorò negli Stati Uniti, apparendo sui palcoscenici di Broadway già fin dal 1899.
Nel 1911, insieme alla moglie Margery Bonney Erskine - attrice che lavorò a lungo per la Edison Company - si stabilì a New York.
Morì il 6 gennaio 1943 all'età di 80 anni a Massapequa, un sobborgo periferico di New York nei pressi di Long Island.

## Filmografia
- Was It Her Duty? (1915)
- Perjury, regia di Harry Millarde (1921)
- The Ragged Edge, regia di F. Harmon Weight (1923)

## Spettacoli teatrali
- A Little Ray of Sunshine
- The Surprises of Love
- To Have and to Hold
- Alice of Old Vincennes
- Imprudence
- The Prince Chap, di Edward Peple (Broadway, 15 aprile 1907)
- Death Takes a Holiday di Alberto Casella (Broadway, 26 dicembre 1929)
- A Church Mouse
- Unto the Third